# 成渝線
成渝線（せいゆせん）は四川省成都市から重慶市を結ぶ中国国鉄の鉄道路線である。中華人民共和国成立後に初めて新規に開通した路線である。

## 概要
成都市より南東に向かい、簡陽、資陽、内江を経て重慶市に入り、永川、江津を経て重慶駅に至る全長505kmの路線である。全線が成都局管轄で、電化単線である。2015年12月26日には成渝旅客専用線が完成した。
成渝線の建設は順調には行かなかった。20世紀前半の激動する中国の縮図である。成渝線の前身は川漢線の成都～重慶間である。この川漢線によって保路運動が起こり、最終的には辛亥革命が炸裂して清政府の統治が終了した。

## 歴史
- 1903年7月(清光緒29年)：当時の四川総督である錫良と湖広総督である張之洞が話し合い、連名で清朝政府に川漢線の建設を奏請した。川漢線は四川省成都市から内江、重慶、宜昌を経由して湖北省漢口に至る予定の路線であった。後に建設された成渝線はこのうちの成都～重慶間である。
- 1909年10月：川漢線の一部を着工した。
- 1911年4月：清朝政府は英、仏、独、米の四国と合同借款契約を締結し川漢線を敷設する権利を売り渡した。
- 1911年5月9日：清朝政府は「幹路均帰国有」（幹線路線は国有になるべき）と宣布した。
- 1911年8月：2年に渡った工事が中断した。
- 1936年6月：国民政府は「成渝鉄路工程局」を作り[6]成渝線の建設を再開した。後に日中戦争の経費等の問題で再び工事は中断した。
- 1947年5月：建設工事は麻痺状態に陥った。その時点で重慶～永川間の一部の路盤、トンネル、橋梁が建設されたのみで、総工程の14%[1]しか出来ていなかった。
- 1949年12月31日：第2次国共内戦が終わり、鄧小平が西南局常委弁公会議で「興建成渝鉄路、造船修建碼頭」（成渝鉄路を作り、造船と港湾を整備する）と決定し、翌年の1月2日に党中央へ成渝線の建設に重点を置くように報告した[6]。
- 1950年6月7日：西南鉄路工程局（後の中鉄二局）が設立された[7]。
- 1950年6月15日：西南軍区大操場で着工式典が行われた[6]。
- 1950年6月16日：建設工事が再開された[8]。工事には3万を超える人民解放軍と10万の民工が参加した[6]。なお、第二次世界大戦終結後も中国に留まった日本人の鉄道技師も参加した[9]。
- 1950年8月1日：重慶から西に向かって軌道を敷設開始した[10]。
- 1951年6月30日：軌道敷設が永川まで進行した[10]。
- 1951年12月6日：軌道敷設が内江まで進行した[10]。
- 1952年1月26日：軌道敷設が資中まで進行した[10]。
- 1952年6月13日：軌道敷設が成都まで進行し[10]、工事が完了した[11]。毛沢東主席より祝賀の言葉があった[10]。
- 1952年7月1日：全線が開通し、開通式典が行われた[12]。
- 1953年7月1日：全線が正式開通した[6]。
- 1953年7月30日：全線が正式運営を開始した[6]。
- 1980年3月：電化工事を正式に着工した[13]。
- 1987年12月24日：全線の電化工事が完了し、年間輸送能力が610万トンから1300万トンに向上した[13]。
- 1998年：全線の輸送能力は2876万トンに達した[14]。
- 2008年：全線の年間輸送貨物量は9004万トンに達し、開通時の15倍近くになった。年間の旅客発着数は7000万人に達した[10]。

## 駅一覧
小梨支線（及び襄渝線の一部）：小南海 - 跳蹬 - 重慶西 （- 中梁山） - 重慶東 - 梨樹湾 - 沙坪垻 - 重慶

## 接続路線
- 成都駅：宝成線、成昆線
- 龍潭寺駅：達成線
- 帰徳郷駅：帰連支線（～威遠県連界）
- 資中駅：資威支線（～威遠県宋家鋪）
- 内江駅：元は内宜支線が珙県へ向かっていた。後に延伸され内昆線となった。
- 隆昌駅：元は隆瀘支線が瀘州へ伸びていた。後に叙永まで延伸され、計画では隆黄線となる予定である。
- 銅罐駅駅：西銅支線（襄渝線への連絡線）
- 小南海駅：川黔線
- 重慶駅：襄渝線
- 注：遂渝線と渝懐線は成渝線と直接接続していない。重慶鉄路枢紐内の西永駅～銅罐駅駅間に西銅支線、小南海駅～梨樹湾駅間に小梨支線がある[15]。成渝線から渝懐線への列車は西銅支線を経由し、遂渝線から川黔線への列車は小梨支線を経由する。

## ギャラリー

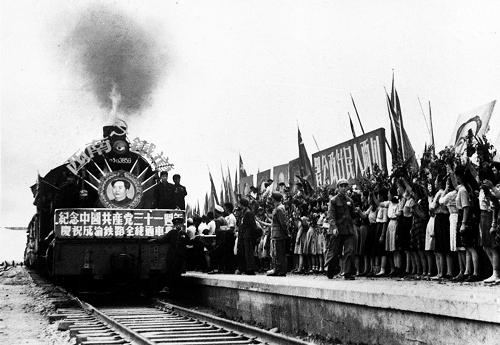
1952年7月2日、重慶からの一番列車が成都に到着した光景
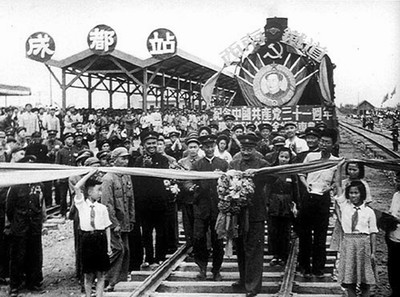
成都駅での一番列車テープカット